# Pseudoleskea saviana
Pseudoleskea saviana är en bladmossart som beskrevs av Albert Latzel 1931. 
Pseudoleskea saviana ingår i släktet Pseudoleskea och familjen Leskeaceae. Inga underarter finns listade i Catalogue of Life.